# 니컬러스 윈턴
니컬러스 윈턴(영어: Nicholas Winton, 1909년 5월 19일~2015년 7월 1일)은 영국의 인도주의자이다. 체코슬로바키아에서 나치에 의해 억류된 아동들을 구출하는 데에 앞장섰고, 그에 의해 1939년 한 해 동안 669명이 안전하게 영국으로 옮겨졌다. 이에 따라 '영국의 쉰들러'라고 불렸다. 영국 공군에 복무하며 제2차 세계 대전에 참전하기도 했다. 2008년 체코 정부는 그를 노벨평화상 후보로 추천했다.

## 서훈
- 1983년 대영 제국 훈장 5등급(MBE) 수훈[1]
- 2003년 기사작위(Knight Bachelor) 서임[2]